# Разноцветна литория
Разноцветните литории (Litoria raniformis) са вид земноводни от семейство Дървесници (Hylidae).
Срещат се в югоизточна Австралия.
Таксонът е описан за пръв път от германския зоолог Вилхелм Мориц Кеферщайн през 1867 година.